# Milan Fukal
Milan Fukal (Jablonec nad Nisou, 16 maggio 1975) è un ex calciatore ceco, difensore dell'Esternberg.

## Carriera

### Club
Iniziò a giocare nel 1981 con il Sokol Kokonín e a 13 anni andò nello Jablonec. Passato il servizio militare con il VTJ Karlovy Vary, tra il 1994 e il 1996 militò per EMĚ Mělník, FK Český Brod, Pelikán Děčín e Bohemians Praga.
Nel 1996 ritornò allo Jablonec dove in breve tempo divenne titolare. Nel 2000 passò allo Sparta Praga e le prestazioni mostrate sia con il club, sia con la Rep. Ceca al campionato d'Europa 2000 indussero i tedeschi dell'Amburgo ad acquistarlo. Nel 2004 fu ceduto ai puledri del Borussia Mönchengladbach con cui giocò per altre tre stagioni in Bundesliga.
Nel 2006 fece ritorno in Repubblica Ceca allo Jablonec e nel luglio 2008 ha firmato per il Kapfenberger SV, squadra di Bundesliga austriaca. Nel 2011 tornò nel primo campionato ceco per la squadra FC Hradec Králové, dove ha giocato fino all'estate del 2013.
Nell'estate del 2013 si è aggregato allo SV Esternberg che milita nel quinto campionato austriaco.

### Nazionale
Dal 1997 al 2003 totalizzò 19 presenze impreziosite da due reti e partecipò al campionato europeo del 2000.